# George Owu
George Owu (ur. 7 lipca 1982 w Akrze) – ghański piłkarz, grający na pozycji bramkarza. Były gracz Sekondi Hasaacas, Asante Kotoko, Ashanti Gold SC, El-Masry i Ebusua Dwarfs.

Bronił bramki reprezentacji Ghany na Igrzyskach Olimpijskich w Atenach w 2004 roku, a z Młodzieżowych Mistrzostw Świata w 2001 przywiózł srebrny medal. W kadrze A rozegrał 10 spotkań.